# Sauvagesia africana
Sauvagesia africana là một loài thực vật có hoa trong họ Ochnaceae. Loài này được (Baill.) Bamps miêu tả khoa học đầu tiên năm 1967.